# Caernarfon Town Football Club
Il Caernarfon Town Football Club (Cymraeg: Clwb Pêl Droed Tref Caernarfon) è una società calcistica con sede a Caernarfon, in Galles, fondata nel 1937. Il club è soprannominato i canarini a causa della loro maglia gialla e verde. Inizialmente il club ha sempre militato nei livelli inferiori del sistema calcistico inglese, ma nel 1995 gli amministratori decisero di entrare nel nuovo sistema di calcio gallese.

## Storia recente
Dopo l'ingresso nel 1995 nella lega di calcio gallese, il club ha giocato nella Welsh Premier League, la massima divisione, dalla stagione 1995-1996 fino alla stagione 1999-2000, quando venne retrocesso; in precedenza, durante quasi mezzo secolo di storia trascorso nella federazione inglese (come tutti i club gallesi facevano fino al 1992) i migliori risultati del club erano stati due terzi posti nelle stagioni 1986-1987 e 1987-1988 in Northern Premier League (uno dei tre tornei che, insieme a Isthmian League e Southern Football League, costituivano la sesta divisione inglese). Dopo un solo anno di assenza riuscì a conquistare la promozione e restò in massima serie sino al 2008-2009 quando concluse il campionato all'ultimo posto. Attualmente la squadra milita nella massima divisione gallese, la Welsh Premier League.

## The Oval
Il The Oval è un piccolo impianto sportivo dotato di appena 252 posti a sedere, utilizzato dalla squadra per le partite in casa.
Attualmente lo stadio non rispetta i criteri per permettere al Caernarfon Town di tornare nella massima serie.

## Allenatori
- Brian Edgley (1965-1966)
- John King (1985-1987)
- Tommy Smith (1987)

## Statistiche e record

### Statistiche nelle competizioni UEFA
Tabella aggiornata alla stagione 2024-2025.
| Competizione           | Partecipazioni | G | V | N | P | RF | RS |
| ---------------------- | -------------- | - | - | - | - | -- | -- |
| UEFA Conference League | 1              | 4 | 1 | 0 | 3 | 3  | 14 |

## Palmarès

### Competizioni nazionali
- Cymru Alliance: 2

2000-2001, 2015-2016
- Welsh Alliance League: 1

2012-2013

### Competizioni regionali
- Welsh League North: 5

1938-1939, 1946-1947, 1965-1966, 1977-1978, 1978-1979
- Lancashire Combination: 1

1981-1982
- Lancashire Combination Cup: 1

1980-1981
- North Wales Coast Challenge Cup: 1

2000-2001

### Altri piazzamenti
- Coppa del Galles:

Semifinalista: 1957-1958, 1987-1988, 2019-2020
- Welsh League Cup:

Finalista: 1998-1999
- FAW Premier Cup:

Semifinalista: 1999-2000
- Cymru Alliance:

Secondo posto: 2014-2015, 2016-2017
Terzo posto: 2013-2014